# 10 timer til Paradis
10 timer til Paradis er en film instrueret af Mads Matthiesen efter manuskript af Mads Matthiesen, Martin Pieter Zandvliet.
Hovedpersonen Dennis (Kim Kold) blev introduceret i kortfilmen Dennis fra 2007.

## Handling
Den 38-årige bodybuilder Dennis vil rigtig gerne finde kærligheden. Han har aldrig haft en kæreste og bor alene med sin mor i en forstad til København. Da hans onkel bliver gift med en pige fra Thailand, beslutter Dennis sig for selv at prøve lykken ved en rejse til Pattaya, da det lader til, at kærligheden er lettere at finde i Thailand. Han ved, at hans mor aldrig ville acceptere en anden kvinde i hans liv, så han lyver og påstår, at han skal til Tyskland.
Dennis har aldrig været ude og rejse før, og Pattaya bliver et kæmpe kulturchok for ham. De påtrængende thailandske piger giver Dennis' naive syn på kærligheden store skrammer, og han er tæt på at miste modet, da han helt tilfældigt møder den thailandske kvinde Toi, og de forelsker sig. Da Dennis vender hjem, beslutter han sig for at fortælle sin mor om Toi, men som forventet reagerer hun meget voldsomt og vil have ham til at afslutte forholdet. Men Dennis har andre planer. Han har fundet kærligheden, og denne gang har han ikke tænkt sig at give slip.

## Medvirkende
- Kim Kold - Dennis
- Elsebeth Steentoft - Ingrid (mor)
- Lamaiporn S. Hougaard - Toi
- David Winthers - Scott
- Per Otto Bersang Rasmussen - ejendomsmægler (krediteret som Per Otto Rasmussen)